# Пајн Појнт (Минесота)
Пајн Појнт (енгл. Pine Point) насељено је место без административног статуса у америчкој савезној држави Минесота.

## Демографија
По попису из 2010. године број становника је 338, што је 1 (0,3%) становника више него 2000. године.
| Група             | 2000.     | 2010.     |
| Белци             | 18 (5,3%) | 13 (3,8%) |
| Афроамериканци    | 0 (0,0%)  | 0 (0,0%)  |
| Азијати           | 0 (0,0%)  | 0 (0,0%)  |
| Хиспаноамериканци | 1 (0,3%)  | 4 (1,2%)  |
| Укупно            | 337       | 338       |